# Diócesis de České Budějovice
La diócesis de České Budějovice (en latín: Dioecesis Budovicen(sis) y en checo: Diecéze českobudějovická) es una circunscripción eclesiástica latina de la Iglesia católica en la República Checa, sufragánea de la arquidiócesis de Praga. La diócesis tiene al obispo Vlastimil Kročil como su ordinario desde el 19 de marzo de 2015.

## Territorio y organización
La diócesis tiene 12 500 km² y extiende su jurisdicción sobre los fieles católicos de rito latino residentes en las regiones de Bohemia Meridional y Vysočina, con la excepción del distrito de Havlíčkův Brod.
La sede de la diócesis se encuentra en la ciudad de České Budějovice, en donde se halla la Catedral de San Nicolás.
En 2019 en la diócesis existían 354 parroquias.

## Historia
La diócesis fue erigida el 20 de septiembre de 1785 con la bula Catholicae ecclesiae del papa Pío VI, obteniendo el territorio de la arquidiócesis de Praga.
El 8 de septiembre de 1888 el sacerdote Václav Klement Petr fundó en České Budějovice la Congregación de Sacerdotes del Santísimo Sacramento, conocida como petrina, que aún hoy tiene su prepositura general en la ciudad.
En 1940 se eligió un obispo de nacionalidad checa, Antonín Eltschkner, sin consultar a las autoridades nazis del Protectorado de Bohemia y Moravia, quienes protestaron enérgicamente y exigieron el nombramiento de un obispo de nacionalidad alemana. La Santa Sede rechazó esta solicitud, impugnando el derecho del gobierno a interferir en los nombramientos eclesiásticos y enfatizando el principio de que el obispo debe pertenecer a la nacionalidad mayoritaria en la diócesis. Sin embargo, Antonín Eltschkner no pudo ejercer su cargo y la Santa Sede dejó vacante la diócesis hasta 1947.
Durante el régimen totalitario comunista el obispo Hlouch estuvo internado desde 1950 hasta 1963 y no pudo ejercer su cargo hasta 1968.
El 31 de mayo de 1993 la diócesis cedió una parte de su territorio para la erección de la diócesis de Pilsen mediante la bula Pro supremi del papa Juan Pablo II. Al mismo tiempo, se revisaron sus fronteras con las cercanas sedes de Praga y Hradec Králové mediante el decreto Maiori animarum de la Congregación para los Obispos.

## Estadísticas
De acuerdo al Anuario Pontificio 2020 la diócesis tenía a fines de 2019 un total de 283 767 fieles bautizados.
| Año                                                                             | Población            | Población | Población      | Sacerdotes | Sacerdotes    | Sacerdotes    | Bautizados por sacerdote | Diáconos permanentes | Religiosos | Religiosos | Parroquias |
| Año                                                                             | Bautizados católicos | Total     | % de católicos | Total      | Clero secular | Clero regular | Bautizados por sacerdote | Diáconos permanentes | Varones    | Mujeres    | Parroquias |
| ------------------------------------------------------------------------------- | -------------------- | --------- | -------------- | ---------- | ------------- | ------------- | ------------------------ | -------------------- | ---------- | ---------- | ---------- |
| 1949                                                                            | 735 000              | 840 000   | 87.5           | 502        | 449           | 53            | 1464                     |                      | 73         | 605        | 438        |
| 1970                                                                            | 586 600              | 790 000   | 74.3           | 283        | 240           | 43            | 2072                     |                      | 45         | 308        | 444        |
| 1980                                                                            | 540 000              | 830 000   | 65.1           | 213        | 213           |               | 2535                     |                      |            | 231        | 419        |
| 1990                                                                            | 516 000              | 841 000   | 61.4           | 150        | 150           |               | 3440                     |                      |            | 154        | 432        |
| 1999                                                                            | 365 000              | 795 000   | 45.9           | 155        | 112           | 43            | 2354                     | 15                   | 63         | 183        | 360        |
| 2000                                                                            | 363 000              | 792 000   | 45.8           | 151        | 110           | 41            | 2403                     | 18                   | 59         | 179        | 360        |
| 2001                                                                            | 362 000              | 791 000   | 45.8           | 157        | 113           | 44            | 2305                     | 18                   | 60         | 137        | 361        |
| 2002                                                                            | 305 000              | 760 000   | 40.1           | 157        | 114           | 43            | 1942                     | 17                   | 71         | 134        | 361        |
| 2003                                                                            | 298 000              | 750 000   | 39.7           | 157        | 110           | 47            | 1898                     | 17                   | 65         | 141        | 361        |
| 2004                                                                            | 296 500              | 749 000   | 39.6           | 153        | 106           | 47            | 1937                     | 17                   | 71         | 129        | 361        |
| 2006                                                                            | 295 500              | 748 000   | 39.5           | 157        | 108           | 49            | 1882                     | 17                   | 63         | 112        | 361        |
| 2013                                                                            | 291 700              | 760 600   | 38.4           | 136        | 94            | 42            | 2144                     | 19                   | 54         | 110        | 361        |
| 2016                                                                            | 286 100              | 762 200   | 37.5           | 114        | 77            | 37            | 2509                     | 18                   | 48         | 98         | 354        |
| 2019                                                                            | 283 767              | 743 780   | 38.2           | 119        | 82            | 37            | 2384                     | 20                   | 42         | 78         | 354        |
| Fuente: Catholic-Hierarchy, que a su vez toma los datos del Anuario Pontificio. |                      |           |                |            |               |               |                          |                      |            |            |            |

## Episcopologio
- Johann Prokop von Schaffgotsch † (26 de septiembre de 1785-8 de mayo de 1813 falleció)
  - Sede vacante (1813-1816)
- Arnošt Konstantin Růžička † (8 de marzo de 1816-18 de marzo de 1845 falleció)
- Josef Ondřej Lindauer † (25 de noviembre de 1845-5 de junio de 1850 falleció)
- Jan Valerián Jirsík † (5 de septiembre de 1851-23 de febrero de 1883 falleció)
  - Karel Průcha † (1883-23 de octubre de 1883 falleció) (obispo electo)
- Franziskus von Paula Schönborn † (28 de agosto de 1883-27 de julio de 1885 nombrado arzobispo de Praga)
- Martin Josef Říha † (27 de julio de 1885-6 de febrero de 1907 falleció)
- Josef Antonín Hůlka † (16 de diciembre de 1907-6 de febrero de 1920 falleció)
- Šimon Bárta † (16 de diciembre de 1920-2 de mayo de 1940 falleció)
  - Antonín Eltschkner † (1940) (obispo electo)
  - Sede vacante (1940-1947)
- Josef Hlouch † (25 de junio de 1947-10 de junio de 1972 falleció)
  - Sede vacante (1972-1990)
- Miloslav Vlk † (14 de febrero de 1990-27 de marzo de 1991 nombrado arzobispo de Praga)
- Antonín Liška, C.SS.R. † (28 de agosto de 1991-25 de septiembre de 2002 retirado)
- Jiří Paďour, O.F.M.Cap. † (25 de septiembre de 2002 por sucesión-1 de marzo de 2014 renunció)
- Vlastimil Kročil, desde el 19 de marzo de 2015